# Saadia (commentateur)
Pour les articles homonymes, voir Saadia (homonymie).
Saadia serait le nom d'un exégète juif de la Bible, auteur du commentaire sur le Livre de Daniel et, peut-être, d'autres livres bibliques, traditionnellement mais erronément attribués à Saadia Gaon. L'époque et le lieu auxquels il a vécu ne peuvent être déterminés.

## Éléments biographiques
S. J. Rapoport est le premier à prouver que le commentaire sur le Livre de Daniel, traditionnellement attribué à Saadia Gaon ne peut être de lui ; il suggère en outre que le commentaire sur le Livre des Chroniques pourrait également provenir d'un autre Saadia, bien qu'il ne se sente pas autorisé à justifier une telle affirmation. Henry John Mathews affirme à sa suite que l'auteur du commentaire sur les Livres d'Ezra et Néhémie, également attribués à Saadia Gaon, ont été produits par l'auteur du commentaire sur Daniel.
Tant S. J. Rapoport que H. J. Mathews supposent que Saadia a été actif au début du XIIe siècle. Le premier va jusqu'à le situer en France, à en faire un contemporain de Yakkar ben Samuel, et à suggérer qu'Abraham ibn Ezra pourrait avoir connu son commentaire. 
Nathan Porges conclut quant à lui, sur base du commentaire sur Daniel 8:9, que l'auteur a vécu à la fin du XIIe siècle. Celui-ci y mentionne en effet la prise de Jérusalem par les Mahométans, au cours de laquelle les lieux de culte chrétiens sont détruits, ce qui ferait référence, selon Porges, à la conquête de Jérusalem par Saladin, en 1187. De plus, dans le commentaire sur Daniel 11:30, Saadia fait référence au fait que les Lombards se sont unis aux Romains pour reprendre Jérusalem. Par ailleurs, bien qu'il ressort des commentaires sur Daniel 6:19 et Ezra 1:9 que l'auteur du commentaire connaît bien l'arabe, qui pourrait être sa langue maternelle, Porges pense qu'il a résidé quelque temps au moins en Italie, car il mentionne très fréquemment les Lombards et les Romains, et évoque le Livre de Zorobabel, qui a été rédigé en Italie. Porges ajoute que les manuscrits du commentaire de Saadia sur les Livres de Daniel, Ezra et Néhémie ont été dans leur quasi-totalité copiés en Italie. Enfin, Moïse de Rome annote le commentaire de Joseph Kara sur Lamentations 4:6, indiquant que « telle est l'interprétation de Rav Saadia. »
Samuel Poznanski rejette l'argumentation de Porges La conquête de Jérusalem par les Mahométans pourrait être celle d'Omar en 638, et « les Romains » pourraient désigner l'empire byzantin. De plus, il semble peu probable que Saadia, qui connaissait l'arabe mais aussi la littérature karaïte, ait vécu en Italie. Il pense que Saadia a vécu en Afrique du Nord, où des œuvres de toute sorte, y compris des commentaires bibliques étaient rédigés, même à la période des Gueonim.

## Œuvre
Dans son commentaire, Saadia fait montre d'une profonde connaissance des Talmuds de Jérusalem et de Babylone, ainsi que de la littérature targoumique, qu'il cite et explique souvent. Il connaît également l'œuvre de ses prédécesseurs, qu'il cite sous les termes génériques de poterim (« interprètes ») ou anshei levav (« hommes de cœur, » c'est-à-dire de compréhension) ; il ne cite qu'une seule fois un commentateur nommément, un certain Mattithiah Gaon.
Il base souvent son interprétation sur des permutations de lettres de même catégorie, comme le alef et le ayin, le lamed et le resh, etc. Il fait également usage de codes de permutation dont l'atbash (où un alef est remplacé par un tav, un bet par un shin, etc.) et l'albam (où un alef est remplacé par un lamed, un bet par un mem, etc.). Saadia tend aussi, suivant en cela une méthode d'interprétation talmudique, à décomposer les noms étrangers ainsi que certains noms hébreux en leurs syllabes afin d'en élucider la signification. 

## Sources
- Cet article contient des extraits de l'article « SAADIA » par W. Bacher & M. Seligsohn de la Jewish Encyclopedia de 1901–1906 dont le contenu se trouve dans le domaine public.